# Nederlandse kampioenschappen zwemmen 1955

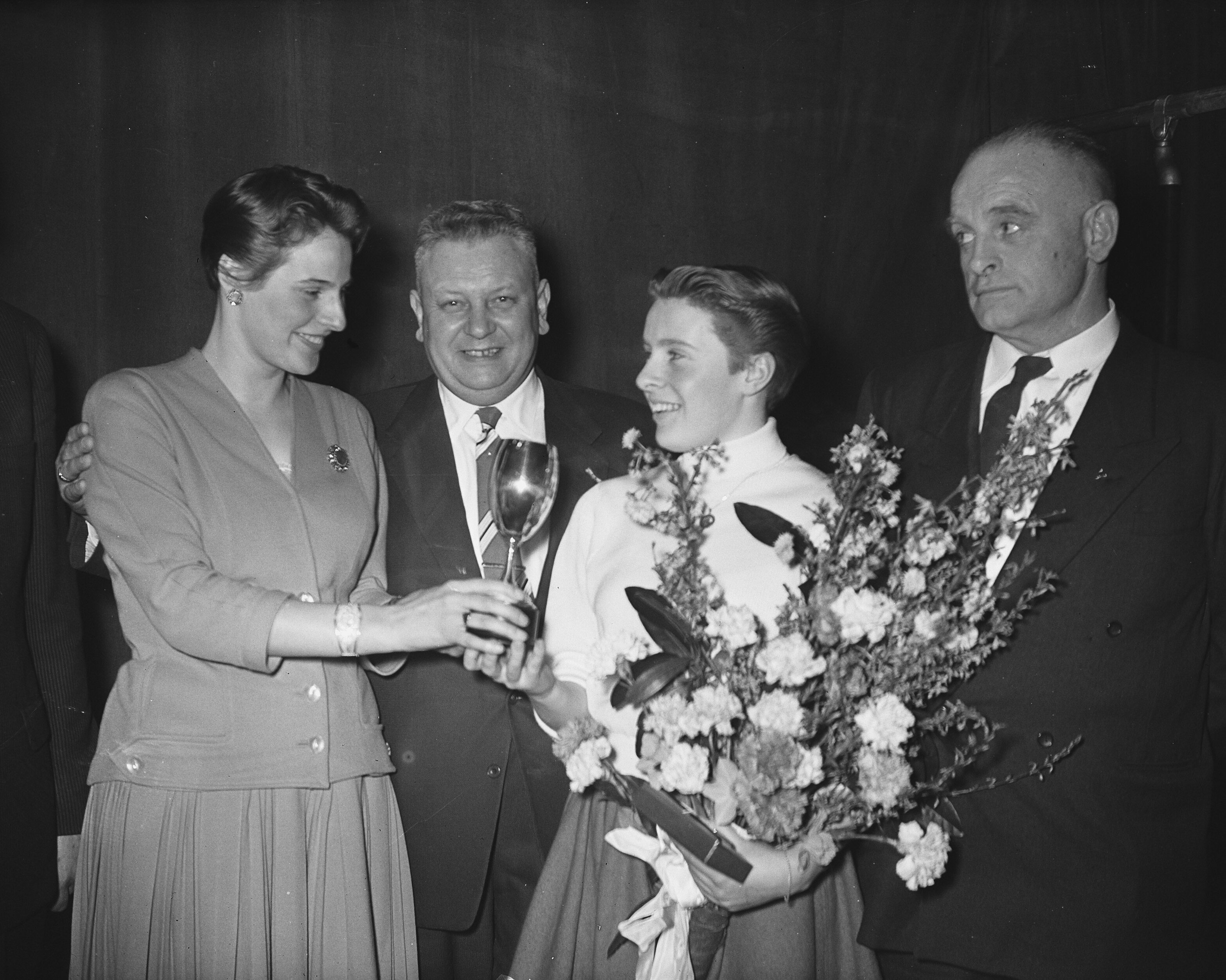
Mary Kok (met witte trui) werd begin 1956 verkozen tot Sporter van het jaar 1955

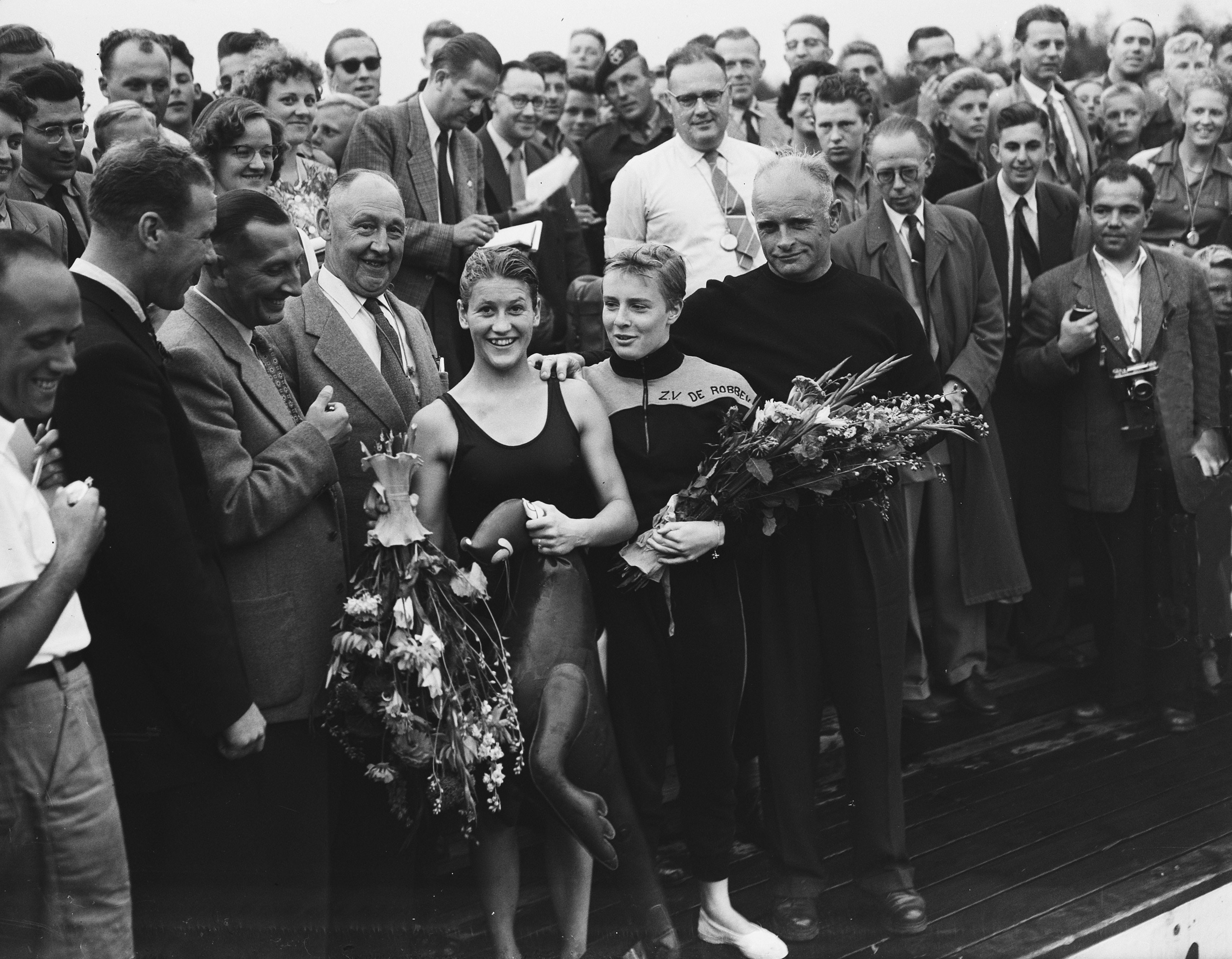
Lenie de Nijs zwom in augustus 1955 een nieuw wereldrecord op de Engelse mijl

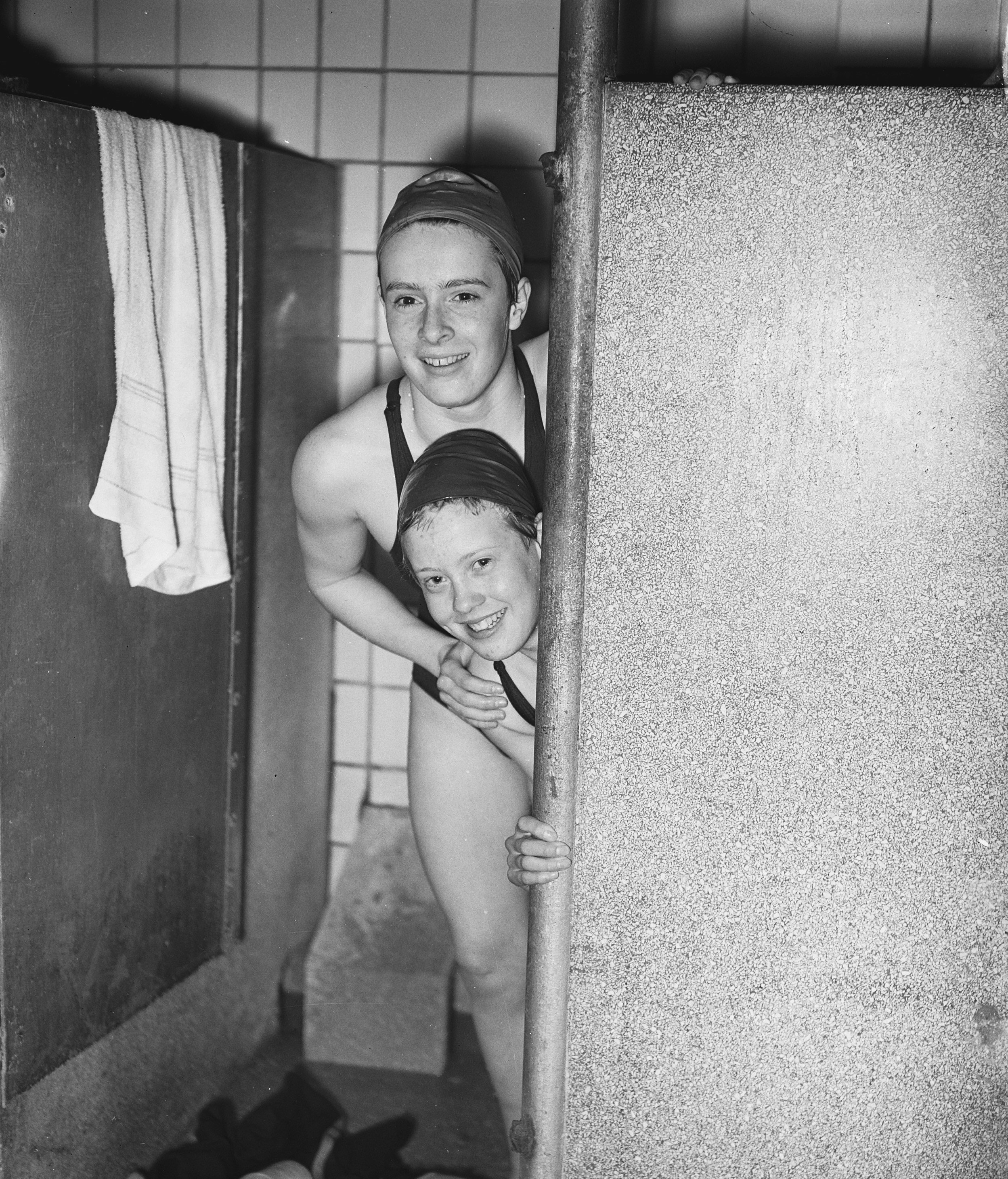
Mary Kok en Atie Voorbij

De Nederlandse kampioenschappen zwemmen 1955 werden gehouden op 5, 6 en 7 augustus 1955 in Groningen, Nederland. Zwemclub Groningen bestond 45 jaar en was de gastheer. De wedstrijden waren in het splinternieuwe zwembad De Papiermolen.
In 1.06,9 minuut won Mary Kok de 100 meter vrije slag bij de aspiranten, nog sneller dan de snelste tijd van de senioren.
De 1500 meter vrije slag werd twee weken eerder in Utrecht gezwommen. Lenie de Nijs verbeterde het wereld- en Europees record met 10,5 seconde. Oudgediende Stans Scheffer deed voor de tweeëntwintigste keer mee. De 46-jarige Henk de Haas, die al in 1927 een kampioenschapstitel won en in 1938 een eerste schoonspringprijs bemachtigde, won nu de schoonspringtitel op de driemeterplank. Door een bronchiale aandoening kon Geertje Wielema haar titels op de 100 meter vrije slag en rugslag niet verdedigen.

## Zwemmen

### Mannen
| Afstand:           | Goud:                                                                   | Tijd    | Zilver:                        | Tijd    | Brons:                    | Tijd    |
| 100 m vrije slag   | Herman Willemse De Robben                                               | 58,9    | Theo Hoogveld Neptunus         | 59,3    | Ad Boxem DAW              | 59,4    |
| 400 m vrije slag   | Wim de Vreng AZ '70                                                     | 4.51,7  | Jaap de Jong LZO               | 4.55,6  | Herman Willemse De Robben | 4.55,8  |
| 1500 m vrije slag  | Herman Willemse De Robben                                               | 19.43,2 | G. de Bruyn Neptunus           | 20.32,1 | Piet ten Thije LZO        | 20.35,2 |
| 100 m rugslag      | Gerrit Korteweg AZC Apeldoorn                                           | 1.09,9  | Henk Schuyer ZON               | 1.10,3  | Jitse van der Veen LZO    | 1.12,8  |
| 200 m schoolslag   | Ton Jaspers NZC                                                         | 2.45,9  | Peter Bekkering De Sleutelstad | 2.46,5  | Klaas Koetse Bubble       | 2.49,4  |
| 200 m vlinderslag  | Hans Muller De Dolfijn                                                  | 2.45,5  | W. Evertse Neptunus            | 2.56,1  | A. de Vries Het Y         | 3.00,0  |
| 4x100 m wisselslag | De Robben Ben Arons Harry Lamme Dhr. Uitentuis Herman Willemse          | 4.54,1  | Neptunus                       | 4.58,8  | De Dolfijn                | 4.58,8  |
| 4x200 m vrije slag | De Robben Th. van der Klashorst Harry Lamme Arnd Käyser Herman Willemse | 9.38,5  | LZO                            | 9.48,8  | HZ&PC                     | 9.55,0  |

### Vrouwen
| Afstand:           | Goud:                                                           | Tijd    | Zilver:                                                    | Tijd    | Brons:                    | Tijd    |
| 100 m vrije slag   | Hetty Balkenende ZAR                                            | 1.07,2  | Jopie van Alphen RDZ                                       | 1.07,4  | Cocky Gastelaars SZC      | 1.09,4  |
| 400 m vrije slag   | Hetty Balkenende ZAR                                            | 5.13,4  | Lenie de Nijs De Robben                                    | 5.13,6  | Mary Kok De Robben        | 5.15,6  |
| 1500 m vrije slag  | Lenie de Nijs De Robben                                         | 20.46,5 | Jopie van Alphen RDZ                                       | 21.42,0 | Mary Kok De Robben        | 21.46,7 |
| 100 m rugslag      | Joke de Korte RDZ                                               | 1.15,2  | Jopie van Alphen RDZ                                       | 1.15,6  | Dicky van Ekris De Robben | 1.19,8  |
| 200 m schoolslag   | Ada den Haan 't Gooi                                            | 3.02,8  | Rika Bruins GZ&PC                                          | 3.04,0  | Rita Kroon De Robben      | 3.05,3  |
| 100 m vlinderslag  | Atie Voorbij De Robben                                          | 1.17,3  | Lenie de Nijs De Robben                                    | 1.20,2  | Mary Kok De Robben        | 1.20,4  |
| 4x100 m wisselslag | RDZ Joke de Korte Corrie Homs Jopie van Alphen Lotte Heniger    | 5.13,7  | De Robben Dicky van Ekris Rita Kroon Atie Voorbij Mary Kok | 5.16,8  | DZN                       | 5.39,0  |
| 4x100 m vrije slag | De Robben Dicky van Ekris Tine van Brenk Lenie de Nijs Mary Kok | 4.42,0  | RDZ                                                        | 4.42,6  | DZN                       | 5.01,2  |

## Schoonspringen

### Mannen
| Onderdeel:     | Goud:                                | Score | Zilver:             | Score | Brons:              | Score |
| eenmeterplank  | Hans Haasmann DJK                    | 58,25 | J. Mussert Icarus   | 54,07 | Wim Kuitert Simaika | 51,98 |
| driemeterplank | Henk de Haas Springclub Joop Stotijn | 97,24 | Wim Kuitert Simaika | 88,8? | J. Mussert Icarus   | 77,77 |

### Vrouwen
| Onderdeel:     | Goud:                            | Score  | Zilver:                          | Score  | Brons:                | Score |
| eenmeterplank  | Jo Dols-Wolters Icarus-ODZ       | 63,97  | Els van Breda-van den Horn Het Y | 62,45  | Annie Tenkink Simaika | 56,02 |
| driemeterplank | Els van Breda-van den Horn Het Y | 114,38 | Annie Tenkink Simaika            | 100,56 | Greetje Lugthart ZCG  | 94,93 |

Langebaan (50 meter):

1920 ·
1921 ·
1922 ·
1923 ·
1924 ·
1925 ·
1926 ·
1927 ·
1928 ·
1929 ·
1930 ·
1931 ·
1932 ·
1933 ·
1934 ·
1935 ·
1936 ·
1937 ·
1938 ·
1939 ·
1940 ·
1941 ·
1942 ·
1943 ·
1944 ·
1945 ·
1946 ·
1947 ·
1948 ·
1949 ·
1950 ·
1951 ·
1952 ·
1953 ·
1954 ·
1955 ·
1956 ·
1957 ·
1958 ·
1959 ·
1960 ·
1961 ·
1962 ·
1963 ·
1964 ·
1965 ·
1966 ·
1967 ·
1968 ·
1969 ·
1970 ·
1971 ·
1972 ·
1973 ·
1974 ·
1975 ·
1976 ·
1977 ·
1978 ·
1979 ·
1980 ·
1981 ·
1982 ·
1983 ·
1984 ·
1985 ·
1986 ·
1987 ·
1988 ·
1989 ·
1990 ·
1991 ·
1992 ·
1993 ·
1994 ·
1995 ·
1996 ·
1997 ·
1998 ·
Amersfoort 1999 ·
Drachten 2000 ·
Eindhoven 2001 ·
Amersfoort 2002 ·
Amsterdam 2003 ·
Amsterdam 2004 ·
Amsterdam 2005 ·
Eindhoven 2006 ·
Amsterdam 2007 ·
Eindhoven 2008 ·
Eindhoven 2009 ·
Eindhoven 2010 ·
Eindhoven juni 2011 ·
Eindhoven december 2011 ·
Amsterdam 2012 ·
Eindhoven 2013 ·
Eindhoven 2014 ·
Eindhoven 2015 ·
Eindhoven 2016 ·
Eindhoven 2017 ·
Amersfoort 2018 ·
Amersfoort 2019 ·
2020 ·
2021 ·
Amersfoort 2022 ·
Amersfoort 2023 ·
Amersfoort 2024

Kortebaan (25 meter):

1980 ·
1981 ·
1982 ·
1983 ·
1984 ·
1985 ·
1986 ·
1987 ·
1988 ·
1989 ·
1990 ·
1991 ·
1992 ·
1993 ·
1994 ·
1995 ·
1996 ·
1997 ·
's-Hertogenbosch 1998 ·
Nieuwegein 1999 ·
Nieuwegein 2000 ·
Alphen aan den Rijn 2001 ·
Eindhoven 2002 ·
Drachten 2004 ·
Amsterdam 2005 ·
Drachten 2006 ·
Amsterdam 2007 ·
Amsterdam 2008 ·
Amsterdam 2009 ·
Amsterdam 2010 ·
Amsterdam 2012 ·
Dordrecht 2013 ·
Tilburg 2014 ·
Tilburg 2015 ·
Hoofddorp 2016 ·
Hoofddorp 2017 ·
Tilburg 2018 ·
Tilburg 2019 ·
2020 ·
Den Haag 2021 ·
Den Haag 2022 ·
Den Haag 2023